# Ellen Lauri Ochoa
Ellen Lauri Ochoa dr. (Los Angeles, Kalifornia, 1958. május 10. –) amerikai űrhajós. Az első latin-amerikai nő, aki a világűrben teljesített szolgálatot.

## Életpálya
1990-ben a San Diego State University keretében fizikából diplomázott. 1981-ben a Stanford Egyetemen villamosmérnöki ismeretekből doktorált. 1985-ben megvédte doktori diplomáját. Több, az űrrepülőgépen használható optikai rendszert  (ellenőrzési, tárgyfelismerő, zajszűrő) szabadalmaztatott. Tudományos munkája során 35 mérnök munkáját irányította.
1990. január 17-től a Lyndon B. Johnson Űrközpontban részesült űrhajóskiképzésben. Az Űrhajózási Hivatalnál tudományos munkája mellett az űrhajósok képviseletét is ellátta. 2002-2007 között a Flight Crew Operations (JSC) igazgató-helyettese. Négy űrszolgálata alatt összesen 40 napot, 19 órát és 37 percet (979 óra) töltött a világűrben. Űrhajós pályafutását 2003 januárjában fejezte be.

## Űrrepülések
- STS–56, a Discovery űrrepülőgép 16. repülésének küldetésfelelőse. A legénység az ATLAS–2 autonóm obszervatórium telepítésével és a SPARTAN–201 laboratórium kihelyezésével/visszanyerésével segítette a kutatómunka eredményességét. A Remote manipulátor rendszert (RMS) kezelte. Első űrszolgálata alatt összesen 9 napot, 6 órát és 8 percet (222 óra) töltött a világűrben. 6 202 407 kilométert (3 853 997 mérföldet) repült, 148 kerülte meg a Földet.
- STS–66, a Atlantis űrrepülőgép 13. repülésének küldetésfelelőse. A legénység feladata volt az Atmospheric Laboratory for Applications and Sciences–3 (ATLAS–03) – légkörkutató program teljesítése. A Remote manipulátor rendszert (RMS) kezelte. Második űrszolgálata alatt összesen 10 napot, 22 órát és 34 percet (262 óra) töltött a világűrben. 7 330 226 kilométert (4 554 791 mérföldet) repült, 174 kerülte meg a Földet.
- STS–96, a Discovery űrrepülőgép 26. repülésének küldetésfelelőse. A második járat a Nemzetközi Űrállomásra (ISS). Szállított 4 tonna logisztikai felszerelést és ellátmányt a hosszútávú szolgálat biztosításához. Visszafelé szemetet szállított. Harmadik űrszolgálata alatt összesen 9 napot, 19 órát és 13 percet (235 óra) töltött a világűrben. Összesen 8 órás űrsétát (kutatás, szerelés) végzett. Összesen 7 óra 55 percet töltött a világűrben (kutatás, szerelés). 6 000 000 kilométert (3 700 000 mérföldet) repült, 154 kerülte meg a Földet.
- STS–110, az Atlantis űrrepülőgép 25. repülésének küldetésfelelőse. Feladat volt az S0 (S-nulla) rács szállítása, a robotkarral kiemelése, majd felszerelése. A Remote manipulátor rendszert (RMS) kezelte. Egy űrszolgálata alatt összesen 10 napot, 19 órát és 42 percet (259 óra) töltött a világűrben. 7 240 000 kilométert (4 500 000 mérföldet) repült, 171 alkalommal kerülte meg a Földet.